# Сиснерос, Генри
Генри Габриэль Сиснерос (англ. Henry Gabriel Cisneros; род. 11 июня 1947) — американский политик и бизнесмен.

## Биография
Получил степень бакалавра (1968) и степень магистра (1970) в Техасском университете A&M. Он также имеет степень магистра Школы управления им. Джона Ф. Кеннеди и докторскую степень Университета Джорджа Вашингтона.
В 1975 году был избран в городской совет Сан-Антонио.
Занимал пост мэра Сан-Антонио с 1981 по 1989 год.
Сиснерос работал министром жилищного строительства и городского развития в администрации президента Билла Клинтона с 1993 по 1997 год.
С 1997 по 2000 год — президент и главный исполнительный директор Univision.